# Krumping

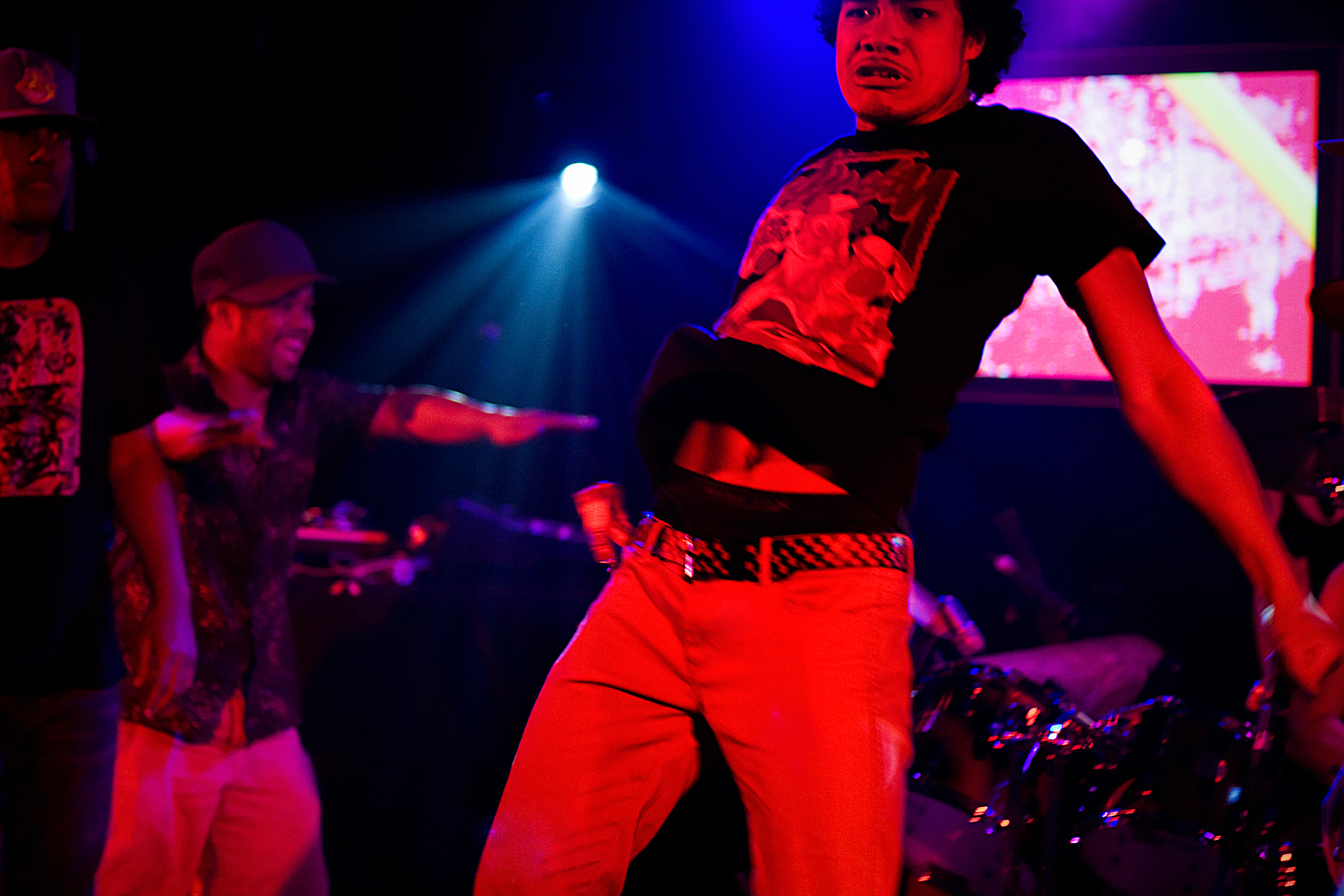
Krumpdans i Australien.

Krumping är en streetdans med ursprung i USA och som karaktäriseras av snabba och aggressiva rörelser med armar, ben, huvud, bröst och fötter. Ungdomarna som startade dansen såg den som ett sätt för dem att undvika att hamna i gänglivet och ett sätt att kunna släppa ut sin ilska, aggression och frustration på ett positivt och icke-våldsbetonat sätt. Dansen är icke-koreograferad, det vill säga en improvisationsdans. 

## Stil och rörelser
Dansen är mycket aggressiv och dansas upprätt. Den har fyra grundrörelser: jabbar, armsvingar, bröströrelser och stampar. Den skiljer sig från andra stilar inom hiphop såsom b-boying och turfing. 